# Narasimhavarman II.

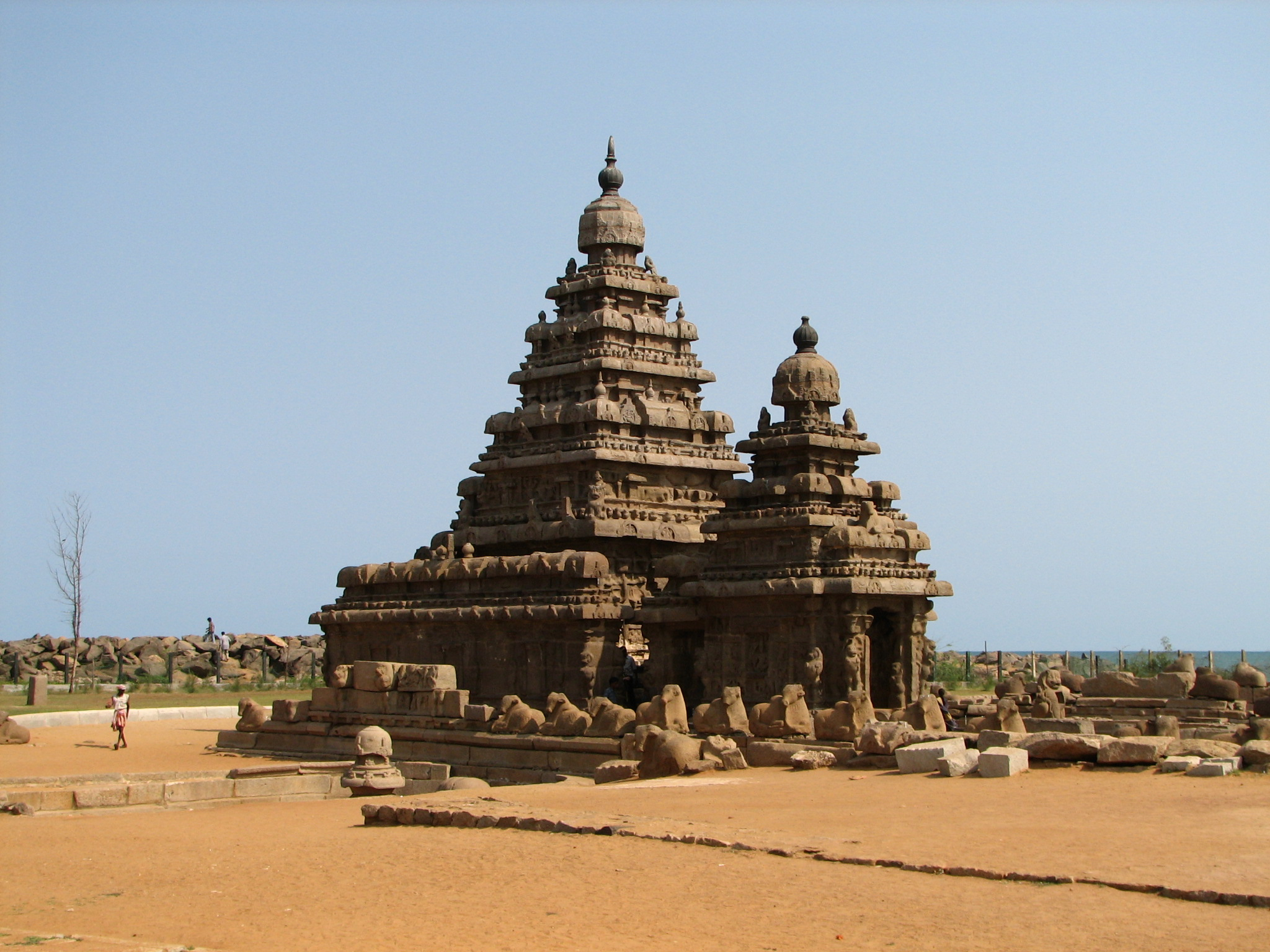
Küstentempel von Mamallapuram

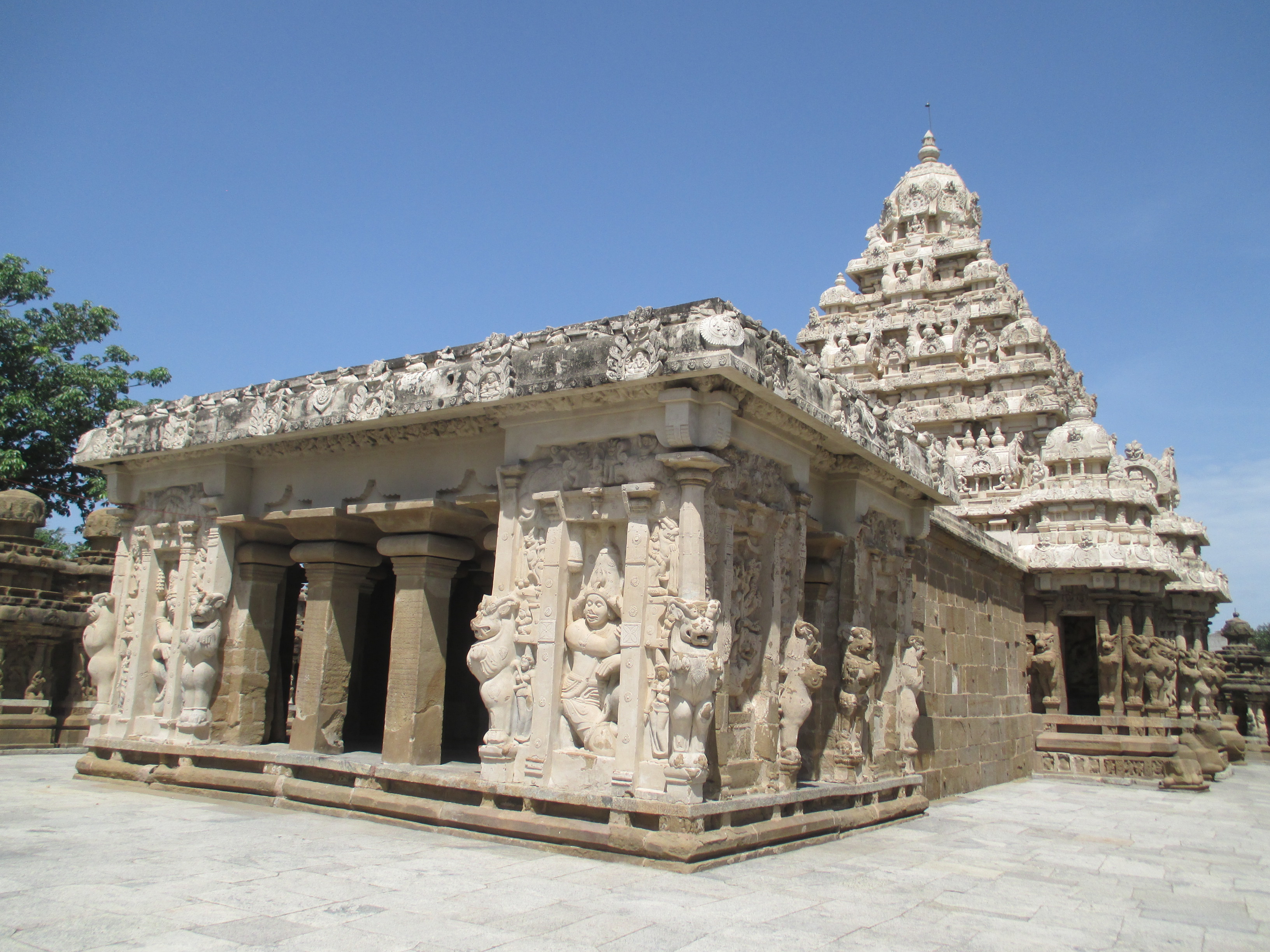
Kailasanatha-Tempel von Kanchipuram

König Narasimhavarman II. (auch Rajasimha genannt) regierte in den Jahren 695–722 (nach anderen Quellen von 700 bis 728) über das südindische Pallava-Reich.

## Politik
Narasimhavarman II. setzte die kriegerische Politik seines Vaters Paramesvaravarman I. fort, der in seiner Regierungszeit (670–695) zahlreiche Nachbarreiche unterworfen hatte. Die damalige internationale Bedeutung des Pallava-Reiches wird in der Tatsache deutlich, dass Botschafter mit dem Hof der Tang-Dynastie Chinas ausgetauscht wurden.

## Religion und Kunst
Narasimhavarman II. war ein Anhänger des Hindu-Gottes Shiva; ihm weihte er die drei bedeutendsten Tempel der Pallava-Architektur – den Kailasanatha-Tempel von Kanchipuram, den Küstentempel von Mamallapuram und den Talagirisvara-Tempel bei Panamalai. Aber auch der dem Gott Vishnu gewidmete Vaikunta-Perumal-Tempel und der kleine aber feine Iravatanesvara-Tempel in Kanchipuram werden seiner Initiative zugeschrieben.

## Nachfolge
Rajasimha hatte zwei Söhne – Mahendravarman (III.) und Paramesvaravarman II.; Mahendravarman starb jedoch noch zu Lebzeiten seines Vaters.